# 1683 Castafiore
1683 Castafiore је астероид главног астероидног појаса са средњом удаљеношћу од Сунца која износи 2,732 астрономских јединица (АЈ).
Апсолутна магнитуда астероида је 11,6.